# Ferrari 360
Ferrari 360 je dvoumístný sportovní vůz vyráběný od konce roku 1999 do roku 2005. 360 nahradila F355 a byla sama nahrazena dosti podobným F430. Na 360 Ferrari spolupracuje s Alcoa ve snaze vyrobit zcela nový celohliníkový prostorový podvozek, který byl o 40 % tužší než F355, přesto o 28 % lehčí a to i přes 10 % nárůst celkových rozměrů. Spolu s novým rámem byl na 360 použit nový Pininfarina design, který nahradil ostré úhly kulatým vzhledem. Nový motor V8, společný pro všechny verze 360, byl jen mírně větší a silnější než F355. Má obsah 3,6 litru a výkon 400 koní (294 kW).

## Technické údaje
- délka: 4 481 mm
- šířka: 1 923 mm
- výška: 1 214 mm
- Max. rychlost: 298 km/h[1]
- 0–100 km/h: 4,6 s
- Spotřeba: 5,66 km/l[1]

## Typy
Silniční vozy:

360 Modena – pevná střecha dvoudveřové luxusní sportovní kupé, dostupné s šestistupňovou manuální převodovkou nebo F1; pojmenován podle italského města Modena, kde je tento typ vyráběn

360 Spider – otevřená varianta Modena

Challenge Stradale

360 Modena F1 

360 Spider F1

Závodní vozy: 

360 Challenge

360 GT – extrémnější než Challenge 

360 GT-C – založené na 360 GT

Speciální vozy:

360 Barchetta – jednorázový svatební dar od Ferrari prezidentu Ferrari Lucovi di Montezemolovi

## Specifikace
Motor

- Počet válců: 90° V8 F131
- Vrtání a zdvih: 85 a 79 mm
- Maximální výkon: 400 HP (294 kW) při 8 500 ot./min.[1]
- Maximální točivý moment: 372,5 Nm při 4 750 ot./min.[1]
- Max. rychlost: 298 km/h[1]
- 0–100 km/h: 4,6 s